# 1699 en France
Chronologie de la France
- 1695
- 1696
- 1697
- 1698
- 1699
- 1700
- 1701
- 1702
- 1703

Cette page concerne l’année 1699 du calendrier grégorien.

## Événements
- Hiver 1698-1699 rigoureux[1].
- 7 janvier : Jules Hardouin-Mansart devient surintendant des bâtiments du roi[2].
- 26 janvier : l’Académie des sciences reçoit ses statuts, rédigés par Jean-Paul Bignon. L’Académie ouvre solennellement dans ses locaux du Louvre le 29 janvier et le nouveau règlement est lu à l’Académie le 4 février[3].
- 28 janvier : Louis XIV nomme Malebranche Académicien honoraire (premier titulaire) à l’Académie Royale des Sciences de Paris[4].

- 5 février : colère du peuple à Lyon contre le prix élevé du pain et sa mauvaise qualité, prix maintenu par les spéculations de la Chambre de l’abondance ; cinq ou six cents femmes réclament place des Terreaux « du pain, de bon pain, du pain à bon marché »[5].
- 16 février-5 mai : ambassade du Maroc (Abdallah Ben Aicha) à Versailles. Les négociations n’aboutissent pas[6].

- 12 mars : le pape condamne 23 articles de l’Explication des Maximes des Saints de Fénelon pour quiétisme (bref Cum alias ad apostolatus)[7].

- 1er avril : plan de la place Vendôme de Jules Hardouin-Mansart[8].
- 6 avril : Fénelon obtient un privilège du roi pour publier Les aventures de Télémaque. Le livre est mis sous presse à la hâte (mentionné dans la Gazette d’Amsterdam le 1er mai)[9].
- 7 avril : Fénelon se soumet à la décision du pape en termes d’obéissance mais non de repentir[10].
- 20 avril : Louis-Hector de Callière devient gouverneur de la Nouvelle-France[11].
- 21 avril : mort de Jean Racine[7].

- 1er mai : la première colonie française permanente en Louisiane est établie à Biloxi sous la direction de Pierre Le Moyne d’Iberville[12].
- 16 mai : nouveau tarif douanier consécutif au traité de Ryswick, plus favorable aux Hollandais[13].
- Mai : « près de trois cents personnes » envahissent la mairie de Nantes pour réclamer la baisse du prix du pain[14].

- Juin : trois cents hommes et femmes à Saint-Romain-sur-Vienne attaquent le convoi de mulet d’un marchand de Châtellerault. À Urrugne, au Pays basque, les femmes se soulèvent au son du tocsin et veulent incendier la maison du sieur Bouty, un gros négociant qu’elles traitent de gabeleur[14].

- Juillet : troubles à Lyon où le peuple réclame la baisse du prix du pain[14].

- 10 août : le prédicant Pierre Roman, emprisonné à Boucoiran, est délivré par la force par une troupe de protestants de la Gardonnenque, et se retire en Suisse[15]. C’est la fin de la période des prédicants dans la guerre des camisards.
- 5 septembre : Louis Phélypeaux devient chancelier de France (1699-1714). Michel de Chamillart (1652-1721) devient contrôleur général des finances (1699-1707)[7].
- 26 septembre : mort de Simon Arnauld de Pomponne, ministre d’État[7].

- 5 octobre : arrivée à Canton de l’Amphitrite, premier navire français à atteindre la Chine, voyage à l’instigation du jésuite Joachim Bouvet[16]. Début du commerce entre la France et la Chine.
- 18 octobre : début de la construction de Neuf-Brisach[17].